# Przezdrowice
Przezdrowice – wieś w Polsce położona w województwie dolnośląskim, w powiecie wrocławskim, w gminie Sobótka.

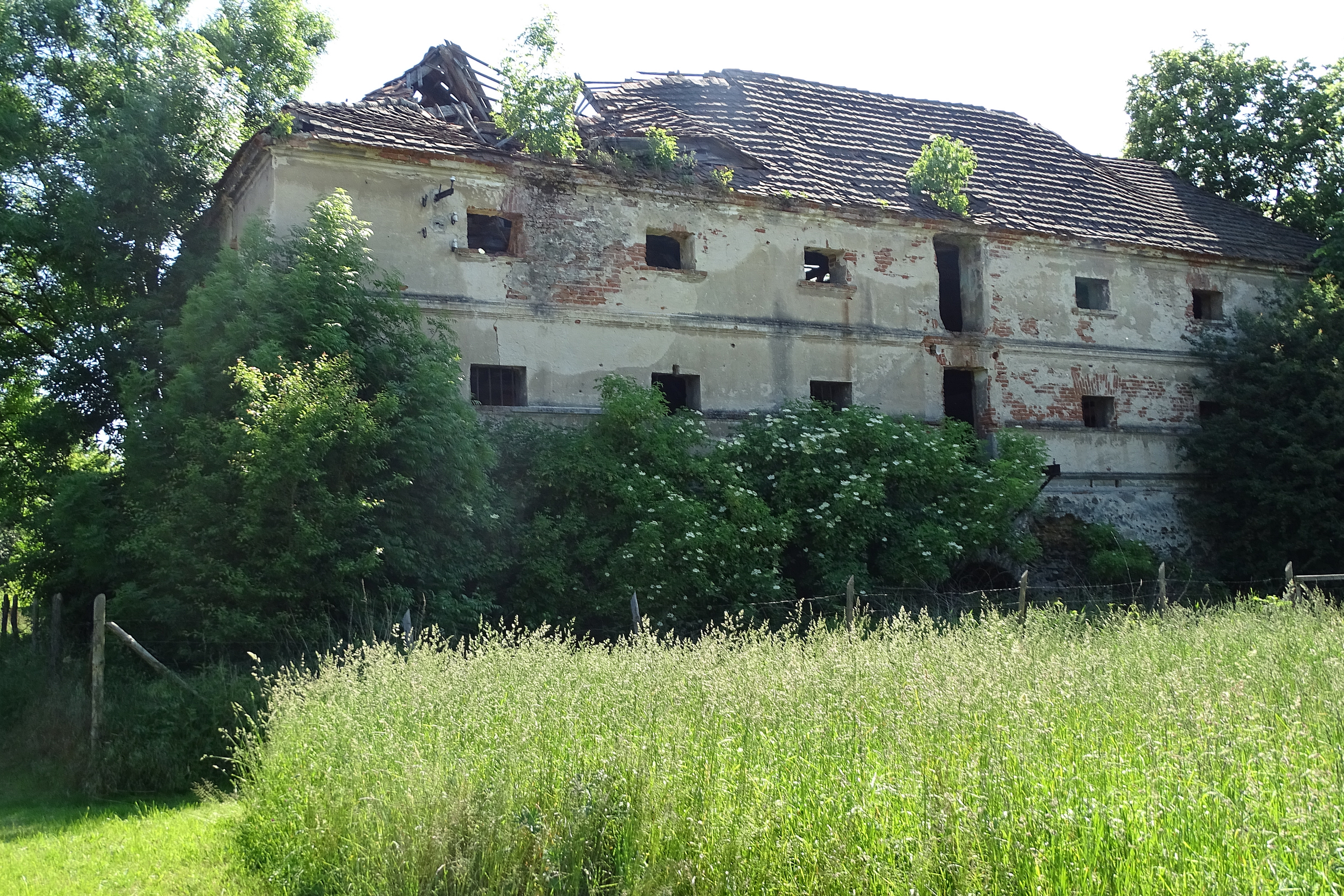
Spichlerz (zamek na wodzie)
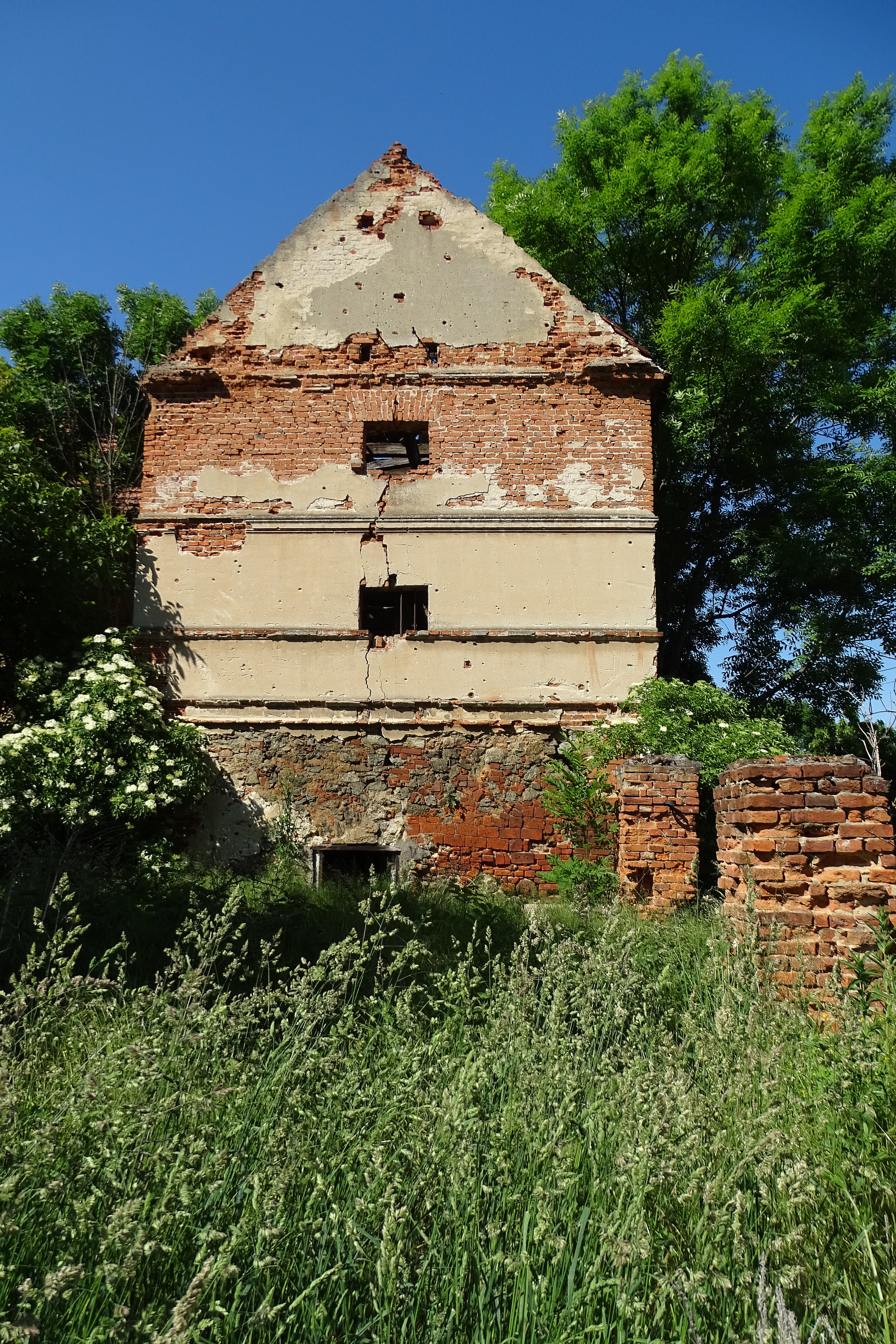
Spichlerz

## Podział administracyjny
W latach 1975–1998 miejscowość administracyjnie należała do województwa wrocławskiego.